# Valle de Estós

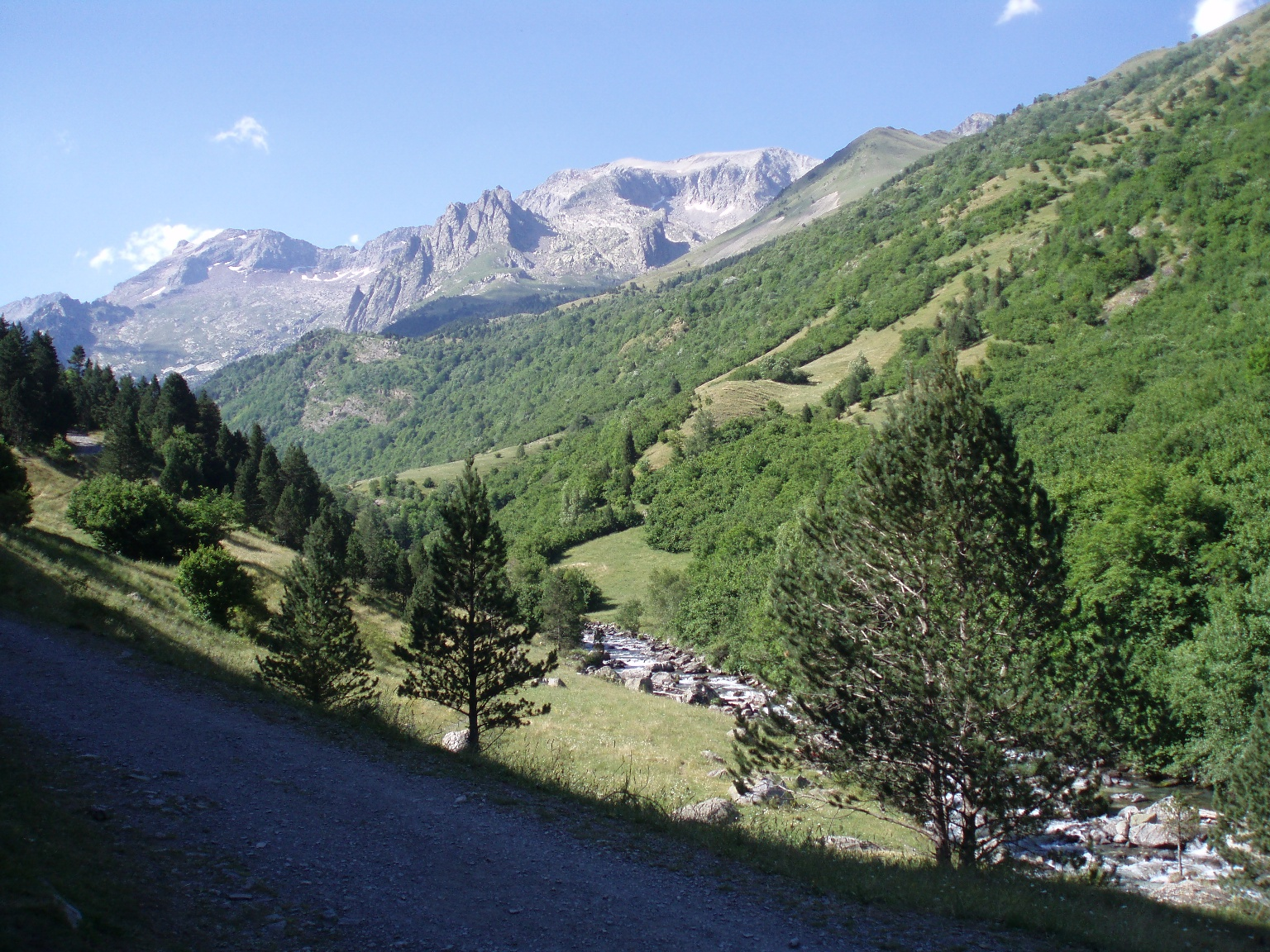
Valle de Estós con el Pico Perdiguero en el centro y los picos de la Baquo al fondo a la izquierda.

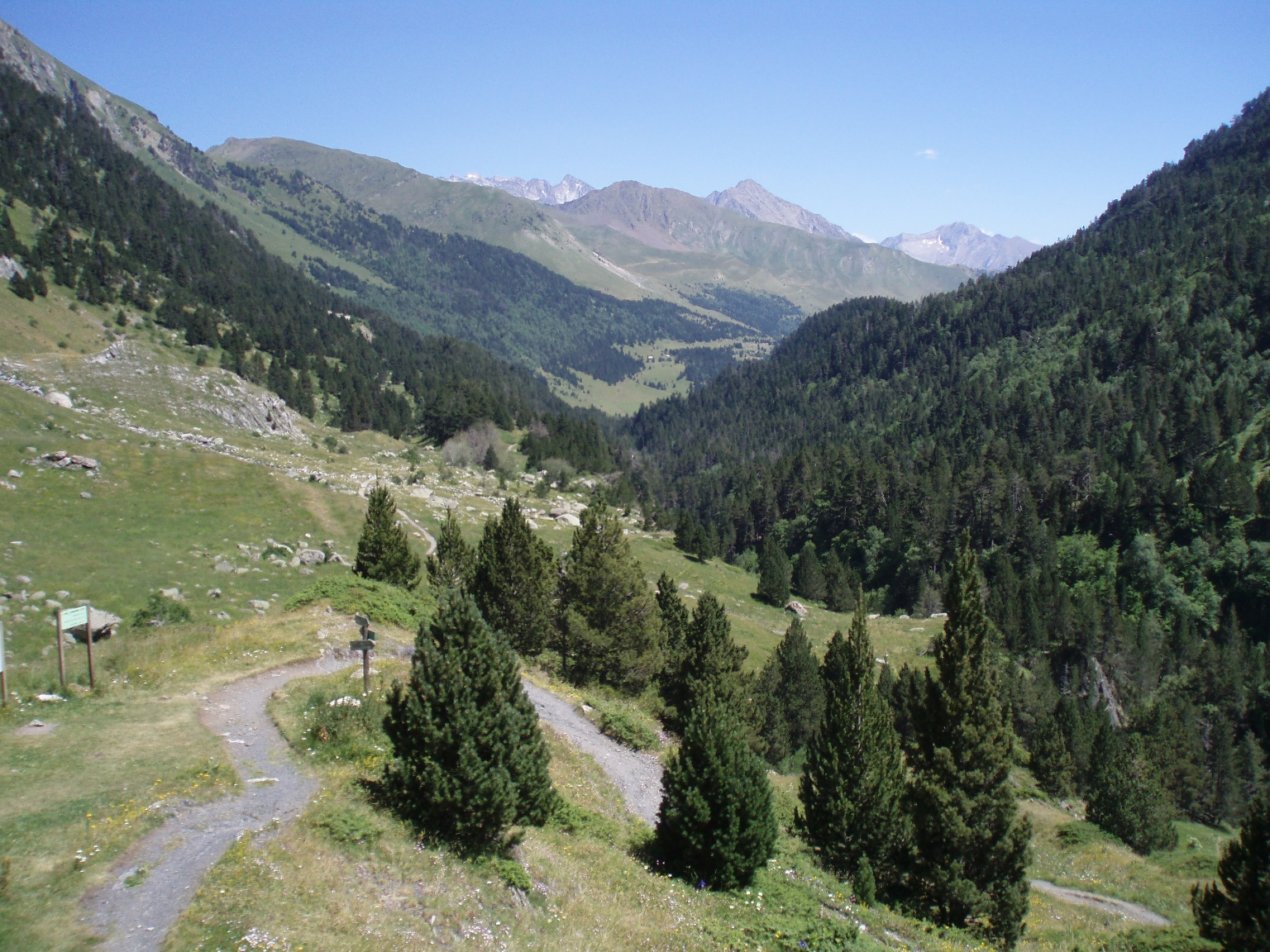
Vistas del valle desde el Refugio de Estós.

El valle de Estós (en aragonés benasqués Vall d'Estós o Ball d'Estós) es un valle pirenaico situado en la comarca aragonesa de La Ribagorza. 
Se ubica en la zona noroccidental del valle de Benasque (noreste de la provincia de Huesca) y dentro del parque natural Posets-Maladeta. Al norte de este valle, que es de origen glaciar, está el macizo del Perdiguero (3.221 m), y al sur el macizo del Posets (3.375 m). Este valle, orientado de oeste a este, tiene una longitud aproximada de 12 km y en el fondo de él transcurren las aguas del río Estós, afluente del río Ésera. Clarabides, Gías, Oô, son picos que también superan los 3.000 m y hacen frontera con Francia. La altitud del valle oscila entre los 1.400 m y los 3.375 m.
Desde el año 1994 forma parte del parque natural de Posets-Maladeta por sus importantes valores ecológicos. El paisaje predominante es el de la alta montaña pirenaica con buena representación de los pisos climáticos alpino, subalpino y montano. La flora predominante son los pastizales de montaña y los bosques, de coníferas (pino negro y abeto), de caducifolios (haya, álamo temblón, abedul, sauce, arce y avellano) y como principales arbustos el boj, enebro y rododendro. También se encuentran algunos endemismos pirenaicos. En cuanto a la fauna, encontramos a todos los animales presentes en los ecosistemasde la alta montaña pirenaica destacando una importante población de sarrios y corzos y como aves más representativas el urogallo, la perdiz nival y el quebrantahuesos.

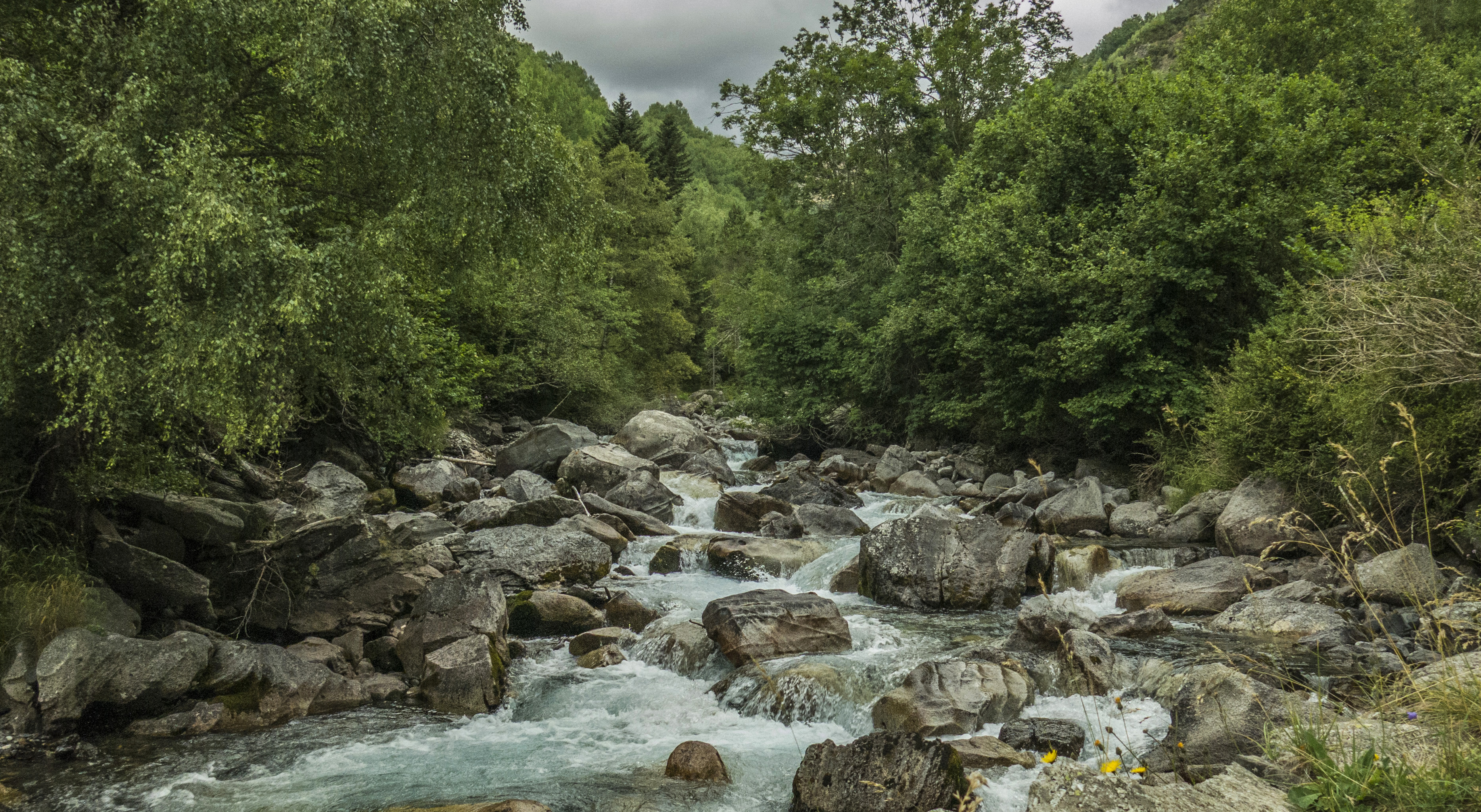
Río Estós

El río Estós, al que afluyen múltiples barrancos y torrentes procedentes de los numerosos ibones (lagos de origen glaciar), de las nieves perpetuas y de algunos de los glaciares más meridionales de Europa, recorre el fondo del valle.
El valle tiene un gran atractivo turístico para los amantes de las excursiones de montaña, de la escalada, el esquí de montaña y el alpinismo. También se practica la pesca de la trucha y la caza mayor (sarrios, corzos y jabalíes). En la época veraniega sus laderas son lugar de pasto de un gran rebaño de vacas.
El acceso al valle se realiza preferentemente a pie a través de una red de senderos bien señalizados, aunque hay una pista forestal restringida al tránsito de vehículos autorizados. A lo largo del camino encontramos numerosas cabañas de pastores y un refugio de montaña guardado (1.895 m) gestionado por un guarda de la Federación Aragonesa de Montaña.